# Bierne

Bierne este o comună în departamentul Nord, Franța. În 1 ianuarie 2022 avea o populație de 1.744 de locuitori.